# بطولة العالم للهوكي على الجليد 2019
بطولة العالم للهوكي على الجليد 2019 (بالسلوفاكية: Majstrovstvá sveta v ľadovom hokeji 2019)‏ هو موسم من بطولة العالم لهوكي الجليد. أقيم خلال الفترة 10 مايو 2019 وحتى 26 مايو 2019، وفاز فيه منتخب فنلندا لهوكي الجليد.